# Stanisław Sługocki
Stanisław Sługocki herbu Jastrzębiec – marszałek Trybunału Głównego Koronnego w 1739 roku, kasztelan lubelski w latach 1762–1766, stolnik chełmski w latach 1725–1748, duktor województwa lubelskiego w 1764 roku.

## Życiorys
Jako deputat i poseł na sejm elekcyjny z ziemi chełmskiej podpisał pacta conventa Stanisława Leszczyńskiego w 1733 roku. Poseł województwa kijowskiego na sejm 1744 roku. 
Był konsyliarzem konfederacji generalnej 1764 roku. Był elektorem Stanisława Augusta Poniatowskiego w 1764 roku z województwa lubelskiego.